# Фридрих Август фон Цинцендорф
Фридрих Август фон Цинцендорф-Потендорф (на немски: Friedrich August Graf von Zinzendorf und Pottendorf) е титулар-граф от род Цинцендорф и Потендорф, военен, дипломат и саксонски държавен министър.

## Биография

### Произход
Роден е на 3 август 1733 година в Хоф в Наундорф, Саксония. Син е на граф Фридрих Кристиан фон Цинцендорф-Потендорф (1697 – 1756), камерхер в Курфюрство Саксония, и втората му съпруга графиня Кристиана София фон Каленберг (1703 – 1775), дъщеря на граф Курт Райнике фон Каленберг (1651 – 1709) и фрайин Урсула Регина Мария фон Фризен (1658 – 1714), дъщеря на фрайхер Хайнрих III фон Фризен (1610 – 1680) и Мария Маргарета фон Лютцелбург (1632 – 1689). Фамилията му е протестантска.
Брат е на Карл фон Цинцендорф (1739 – 1813) и полубрат на Лудвиг фон Цинцендорф (1721 – 1780) и Максимилиан Еразмус фон Цинцендорф (1722 – 1780).

### Военна и дипломатическа служба
Фридрих Август фон Цинцендорф получава военно обучение и влиза във войската на Курфюрство Саксония. През Седемгодишната война става обер-лейтенант и е пленен от прусите на 16 октомври 1756 г. при Лилиенщайн. След завръщането му в Дрезден е повишен на хауптман и става камерхер. От 1759 г. той служи при граф Франц Ксавер фон дер Лаузиц във френската войска.
След края на войната започва дипломатическа служба. През 1764 г. е назначен като посланик в Швеция (1768 – 1776), но започва едва през 1768 г. На 20 април 1776 г. получа орден в Стокхолм като командир. След една година е посланик в Берлин (1777 – 1799). Той подписва мирния договор (1779) за прекратяването на Баварската наследствена война.
Със смъртта на брат му Максимилиан Еразмус той става на 5 декември 1780 г. наследствен господар на фамилните имоти в Долна Австрия. През 1799 г. е назначен за саксонски държавен министър на военните командни работи. През 1800 г. става генерал на пехотата.
Цинцендорф работи също и като преводач. През 1789 г. в Берлин излиза от печат негово преведено произведение за морал и политика на френски.

### Смърт
Умира на 16 март 1804 година в Дрезден, Курфюрство Саксония, на 70-годишна възраст.

## Брак
Фридрих Август фон Цинцендорф се жени на 3 октомври 1767 г. във Вилденфелс за графиня Луиза Йохана София фон Биландт-Палстеркамп. Бракът е бездетен.